# Ziua delfinului

Un poster al filmului

Ziua delfinului (titlu original: în engleză The Day of the Dolphin) este un film american SF thriller din 1973 regizat de Mike Nichols. Rolurile principale au fost interpretate de actorii George C. Scott, Trish Van Devere și Paul Sorvino.  Vag bazat pe romanul din 1967 Un animal doué de raison scris de autorul francez Robert Merle, scenariul a fost realizat de Buck Henry.

## Distribuție
- George C. Scott – Dr Jake Terrell
- Trish Van Devere – Maggie Terrell
- Paul Sorvino – Curtis Mahoney
- Fritz Weaver – Harold DeMilo
- Jon Korkes – David
- Edward Herrmann – Mike
- Leslie Charleson – Maryanne
- John David Carson – Larry
- Victoria Racimo – Lana
- John Dehner – Wallingford
- Severn Darden – Schwinn
- William Roerick – Dunhill
- Elizabeth Wilson – Mrs. Rome
- Phyllis Davis – Receptionist
- Vocile delfinilor: Elliot Peterson și Elliot Fink

## Primire
Descoperirile unui savant în legătură cu delfinii riscă să fie utilizate în scopuri criminale. - Dictionnaire des films - Larousse -1995.